# Back Bay Cycle & Motor Company
Back Bay Cycle & Motor Company war ein US-amerikanischer Hersteller von Automobilen. Eine andere Quelle gibt W. T. McCullough Automobile Company an.

## Unternehmensgeschichte
Das Unternehmen wurde 1899 in Boston in Massachusetts gegründet. W. T. McCullough war der Inhaber. Er stellte zwischen 1899 und 1900 einige Automobile her. Der Markenname lautete McCullough. Insgesamt entstanden nur wenige Fahrzeuge.
McCullough verkaufte daraufhin die Patentrechte an seinen Fahrzeugen an die United States Motor Vehicle Company.

## Fahrzeuge
Der erste Prototyp von Anfang 1899 hatte zwei Zweizylindermotoren, die jeweils ein Hinterrad über eine Kette antrieben.
Darauf folgten Fahrzeuge mit einem einzelnen Zweizylindermotor, der 4,5 PS leistete.